# Glycosmis xizangensis
Glycosmis xizangensis är en vinruteväxtart som först beskrevs av C.Y. Wu & H. Li, och fick sitt nu gällande namn av D.D. Tao. Glycosmis xizangensis ingår i släktet Glycosmis och familjen vinruteväxter. Inga underarter finns listade i Catalogue of Life.